# Корпорація «Їжа»
«Корпорація „Їжа“» (англ. Food, Inc.) — американський документальний фільм 2008 року, що досліджує виробництво різних продуктів у США, розповідає, що майже всі продукти в магазинах Америки продаються споживачам за надмірно завищеними цінами, а самі при цьому екологічно небезпечні та шкідливі для здоров'я людини. Фільм викликав сильну негативну реакцію з боку корпорацій, зайнятих у виробництві харчових продуктів.

## Сюжет
Теглайны: «Ви більше ніколи не подивитеся на свою вечерю колишнім поглядом» (англ. «You'll never look at dinner the same way again») і «Зголодніли за змінами?» (англ. «Hungry For Change?»).
Перша частина фільму досліджує промислове виробництво м'яса курятини, яловичини і свинини. Показується, наскільки це негуманний, неекологічний, але економний процес.
Друга частина фільму досліджує промислове виробництво зерна і овочів (особливо кукурудзи і сої). Також показана неекологічність, але економність процесу.
Остання частина фільму розповідає про корпорації, зайняті промисловим виробництвом харчових продуктів: про закони, що дозволяють їм постачати споживачеві дешеву, але небезпечну їжу; про використовувані ними хімікати і добрива на нафтовій основі (пестициди); про просування в маси звички до неправильного та нездорового харчування серед американців.

## Створення
Фільм створювався протягом трьох років. Більшу частину виділеного бюджету режисер Кеннер витратив на юридичний захист від численних позовів з боку виробників харчових продуктів, пестицидів, добрив і інших корпорацій, розкритикованих в його фільмі.
У виробництві картини брала активну участь компанія «Participant Media», що зняла в 2006 році гучний фільм «Незручна правда».
Майкл Поллан, який зіграв одну з головних ролей, також був і консультантом фільму. Другий головний актор — Ерік Шлоссер — став співпродюсером картини.
Для маркетингового просування фільму було вжито активних заходів:
- У травні 2009 року було випущено книгу «Корпорація „Їжа“: Інструкція до дії: Як промислові виробники харчових продуктів роблять нас хворими, повнішими і біднішими, і що Ви можете з цим вдіяти» (Food Inc.: A Participant Guide: How Industrial Food Is Making Us Sicker, Fatter, and Poorer — And What You Can Do About It)[9][10][11]
- У червні 2009 року виробник «живих» йогуртів «Stonyfield Farm» надрукував рекламу фільму на 10 мільйонах кришечок своєї продукції[12][13]
- Також у просуванні фільму брали участь «екологічно чисті» компанії «Annie's Homegrown», «Late July Organic Snacks», «Newman's Own» і «Organic Valley»[12].

## Показ
- Прем'єрний показ фільму відбувся в Канаді 7 вересня 2008 року на кінофестивалі в Торонто; широкий екран — 19 червня 2009 (обмежений показ)
- Німеччина — 8 лютого 2009, Міжнародний кінофестиваль у Берліні
- Аргентина — 27 березня 2009, Міжнародний фестиваль незалежного кіно в Буенос-Айресі[en]; 8 листопада 2009, Кінофестиваль в Мар-дель-Платі
- Гонконг — 27 березня 2009, Міжнародний кінофестиваль у Гонконзі; широкий екран — 4 червня 2009
- США — 3 квітня 2009, кінофестиваль у Вісконсині[en]; широкий екран — 12 червня 2009 (обмежений показ); 15 жовтня 2009 — кінофестиваль у Нью-Гемпширі
- Нідерланди — 7 січня 2010, прем'єра DVD
- Швеція — 29 січня 2010
- Велика Британія — 12 лютого 2010
- Бельгія — травень 2010, Міжнародний фестиваль документального кіно у Довілі
- Данія — 5 травня 2010
- Мексика — 4 червня 2010
- Словенія — 25 серпня 2010[14]

Крім того:
- у лютому 2009 року фільм показали на кінофестивалі «Правда чи Брехня»[en] в місті Коламбія, штат Міссурі[15]
- протягом весни 2009 року фільм показали на декількох кінофестивалях в Нью-Йорку, Лос-Анджелесі і Сан-Франциско[16][17]

Фільм був негативно прийнятий такими великими виробниками харчових продуктів, як «Tyson Foods», «Smithfield Foods», «Perdue Farms» та іншими, а також транснаціональною корпорацією «Monsanto Company» — виробником генетично модифікованого насіння. У відповідь на звинувачення на адресу фільму «Альянс компаній — виробників харчових продуктів» (Alliance of food production companies) на чолі з Американським інститутом м'яса створили сайт SafeFoodInc.org. Monsanto Company відповіла створенням власного сайту, звичайно, протилежної спрямованості.

## Критика
Критики прийняли фільм із захватом: комбінований рейтинг у 97 % на Rotten Tomatoes, 80 із 100 балів на Metacritic'e. Позитивні відгуки прозвучали в газетах «Staten Island Advance», «Toronto Sun», «The San Francisco Examiner», «Los Angeles Times», «Montreal Gazette», «St. Louis Post-Dispatch», «San Francisco Chronicle». Втім, були стриманіші, навіть негативні відгуки в журналі «Forbes>» та в газеті «The Washington Times».

## Нагороди та номінації
- Фільм посів четверте місце на 35-му Міжнародному кінофестивалі в Сіетлі[en][33]
- Фільм увійшов до п'ятірки претендентів на отримання премії «Оскар» на 82-й церемонії нагородження в категорії «Найкращий документальний фільм»[34], але нагорода була віддана фільму «Бухта»[ru][35].